# 프리덤랜드
《프리덤랜드》(Freedomland)는 미국에서 제작된 조 로스 감독의 2006년 범죄, 미스터리, 스릴러, 드라마 영화이다. 사무엘 L. 잭슨 등이 주연으로 출연하였고 스콧 루딘 등이 제작에 참여하였다. 리처드 프라이스의 동명의 1998년 소설 Freedomland에 기반을 둔다.

## 제작
뉴욕 용커스에서 대부분 촬영되었다.

## 출연

### 주연
- 사무엘 L. 잭슨
- 줄리안 무어

### 조연
- 에디 팔코
- 론 엘다드
- 윌리엄 포사이스
- 언자누 엘리스
- 안소니 마키

## 기타
- 원작자: 리처드 프라이스
- 공동제작: 리차드 바라타
- 미술: 데이빗 와스코
- 의상: 미쉘 매틀랜드
- 의상: 앤 로스
- 세트: 캐롤린 카트라이트
- 세트: 샌디 레이놀즈-와스코
- 배역: 마저리 심킨